# أمير هادزيتش
أمير مواليد 19 يوليو 1984 في جمهورية البوسنة والهرسك الاشتراكية، جمهورية يوغوسلافيا الاشتراكية الاتحادية، هو لاعب كرة قدم بوسني يلعب مع نادي أولمبيك سراييفو كمهاجم. مثّل منتخب البوسنة والهرسك لكرة القدم.

## المسيرة الاحترافية

### أندية لعب لها
- نادي جيلييزنيتشار ساراييفو
- نادي تساليه
- نادي بانيتوليكوس
- نادي بودابست هونفيد
- نادي ساراييفو

## وصلات خارجية
- سراييفو
- أمير هادزيتش على موقع الاتحاد الأوربي (الإنجليزية)
- أمير هادزيتش على موقع قاعدة بيانات كرة القدم.إي يو (الإنجليزية)
- أمير هادزيتش على موقع ناشيونال فوتبول تيمز (الإنجليزية)
- أمير هادزيتش على موقع Soccerway.com (الإنجليزية)
- أمير هادزيتش على موقع عالم كرة القدم.نت (الإنجليزية)
- SportSport البوابة